# Pierrefitte-en-Auge
Pierrefitte-en-Auge är en kommun i departementet Calvados i regionen Normandie i norra Frankrike. Kommunen ligger i kantonen Pont-l'Évêque som ligger i arrondissementet Lisieux. År 2022 hade Pierrefitte-en-Auge 154 invånare.

## Befolkningsutveckling
Antalet invånare i kommunen Pierrefitte-en-Auge
Referens:INSEE